# Jacobus Philippa
Jacobus Petrus Philippa (Rotterdam, 30 september 1917 - Enschede, december 1981) was een Nederlandse SS'er.

## Levensloop

### Rol in Tweede Wereldoorlog
Op 1 augustus 1942 sloot Philippa zich aan bij de Waffen-SS en op 1 december 1943 werd hij Unterscharführer. Een jaar later trad hij toe tot de beroepslandwacht in de provincie Drenthe. In de jaren 1944 en 1945 tot de bevrijding was hij opperstormwachter en hij bracht het uiteindelijk tot waarnemend districtscommandeur van dit onderdeel. Ook was hij de roerganger van de bloedploeg in Norg onder aanvoering van Gerrit Sanner.

### Na de oorlog
Op 5 januari 1950 werd Philippa bij verstek tot de doodstraf veroordeeld. Tijdens dit doodvonnis zat hij al ondergedoken op de zolderkamer bij zijn ouders aan de Pauwenlaan 95 in Den Haag. Nadat zijn moeder in 1973 aan kanker overleed, kon zijn bejaarde vader niet langer voor hem zorgen. Zijn oudste zus Elisabeth belde daarop de politie en Philippa werd op 11 april 1974 gearresteerd. Eind 1976 kreeg hij gratie waarna hij nog vier jaar gevangenisstraf moest uitzitten, wat uiteindelijk neerkwam op nog anderhalf jaar. Op 14 april 1978 werd hij vrijgelaten. Op 18 december 1981 werd hij dood aangetroffen in zijn badkamer, waar hij toen al minstens twee weken moest hebben gelegen. Zijn hoogbejaarde vader overleed in 1983 op 93-jarige leeftijd.
In mei 2021 maakte Diederik van Vleuten voor het tv-programma Andere Tijden een theatervertelling over het leven van Philippa vòòr en tijdens de periode op zolder.